# 达米亚诺·卡鲁索
达米亚诺·卡鲁索（義大利語：Damiano Caruso，1987年10月12日—），意大利男子自行车运动员，2018年世界公路自行车锦标赛男子团体计时赛铜牌得主、2021年环意自行车赛总亚军得主、2022年环西西里自行车赛总冠军得主。